# Tower Block
Pour plus de détails, voir Fiche technique et Distribution.
Tower Block  est un thriller britannique réalisé par  Ronnie Thompson et James Nunn, sorti en 2012. 
Le film met en scène un adolescent qui est tué dans une tour d'habitation devant être démolie. Aucun des résidents ne veut témoigner. Trois mois après cet événement, les autres résidents sont la cible d'un sniper invisible qui les abat les uns après les autres.
Écrit par James Moran, le film a été projeté en clôture du London FrightFest Film Festival (en) 2012.

## Synopsis
Une nuit à Londres, Jimmy (Ralph Laurila), 15 ans, traverse un lotissement en mendiant de l'aide aux passants.  Tout le monde l'ignore.  Il entre dans le Tower Block 31, condamné, et trouve son chemin jusqu'au dernier étage, le seul qui soit encore habité alors que les locataires attendent d'être relogés.  Il frappe aux portes alors que les deux hommes masqués qui le poursuivent apparaissent.  La seule personne qui l'aide est Becky (Sheridan Smith), une employée de bureau, mais elle est battue au sol et il est traîné au loin.  Le lendemain matin, le détective Devlin (Steven Cree) fait du porte-à-porte pour enquêter sur le meurtre de la nuit précédente, car le corps du garçon a été retrouvé.  Personne ne lui parle, pas même Becky, qui affirme que ses blessures sont le résultat d'une agression.
Trois mois plus tard, Becky se réveille dans son appartement à côté de son collègue Ryan (Jamie Thomas King), avec qui elle a eu une aventure d'un soir à la suite d'une fête de bureau.  Alors qu'ils prennent leur petit-déjeuner, Ryan est soudainement abattu d'une balle dans la tête par la fenêtre.  Becky s'enfuit dans le couloir, avec les autres résidents, car tous les appartements ont été pris pour cible :  le jeune couple Amy (Loui Batley) et Jeff (Michael Legge) ; Carol (Julie Graham) et son fils Daniel (Harry McEntire), un adolescent accro aux jeux vidéo ; Jenny (Montserrat Lombard), une mère célibataire et avisée ; Neville (Ralph Brown), un ancien soldat d'âge moyen, et sa femme Violet (Jill Baker) ;  Gary (Nabil Elouahabi) et Mark (Kane Robinson), petits trafiquants de drogue, Paul (Russell Tovey), alcoolique solitaire, et Kurtis (Jack O'Connell), un petit délinquant violent qui extorque de l'argent à ses voisins pour les protéger.  Amy, Jeff et Mark sont blessés.  En plus de Ryan, le mari de Carol, Brian, et les deux jeunes enfants de Jenny ont déjà été tués par le sniper.  Amy succombe trop tôt à ses blessures malgré les efforts de Violet, qui est secouriste.  Les téléphones et l'internet ont cessé de fonctionner.  Les murs et les portes sont recouverts d'affiches faites maison portant trois émoticônes.  Daniel, qui a appris ces choses grâce à des jeux informatiques, affirme que le sniper sait ce qu'il fait et utilise un fusil de qualité militaire très puissant.
L'escalier de secours est exposé aux tirs du sniper, alors ils forcent la porte de l'ascenseur à s'ouvrir.  Elle est cependant piégée par un fusil de chasse, ce qui tue Jeff.  Becky, Kurtis et Paul descendent dans la cage d'ascenseur, mais découvrent que la porte de sortie du rez-de-chaussée a été bloquée par une benne et retournent au dernier étage.  Jenny suggère que les émoticônes symbolisent les trois singes sages et que le sniper les vise car ils ont laissé Jimmy se faire tuer et ont refusé d'en parler à la police.  Elle entre ensuite dans son appartement pour être abattue avec ses enfants.
La plus grande des affiches a été collée sur la porte de l'appartement occupé par Gary et Mark.  Kurtis les oblige à admettre qu'ils sont les deux hommes masqués qui ont poursuivi et battu Jimmy parce qu'il leur avait caché de l'argent après qu'ils l'ont utilisé comme passeur de drogue ; ils affirment qu'ils ne voulaient pas le tuer.  Néanmoins, Kurtis les force à entrer dans l'appartement, où le sniper les tue tous les deux.
Croyant qu'ils peuvent maintenant partir parce que les tueurs de Jimmy sont morts, Carol descend en courant par l'escalier de secours, suivie par Daniel.  Le sniper les laisse atteindre le sol puis les tue tous les deux.  Il est maintenant évident qu'il a l'intention de les exécuter tous pour avoir refusé d'aider la police.  Les survivants sont maintenant piégés depuis deux jours.  Ils élaborent un plan pour attacher toutes les lances d'incendie du bâtiment et pour que l'un d'entre eux descende au sol depuis le toit du côté opposé, là où le sniper ne peut pas voir.  Paul se porte volontaire pour y aller.  Violet ouvre la porte du toit et est tuée par un autre piège à fusil de chasse.  Becky, Kurtis et Paul grimpent sur le toit et fixent les tuyaux, et Paul commence à descendre.  Le sniper, cependant, tire sur le haut du tuyau jusqu'à ce qu'il se brise, et Paul tombe.  Becky et Kurtis parviennent à peine à rentrer à l'intérieur.
Dans un ultime acte de désespoir, les trois survivants mettent le feu au dernier étage, espérant que quelqu'un verra le feu et alertera les services d'urgence.  Ils descendent ensuite dans la cage d'ascenseur.  Kurtis tombe et se casse la jambe.  Le promoteur immobilier Kevin (Christopher Fulford) et son assistant Eddie (Tony Jayawardena) arrivent et repèrent les flammes, mais avant qu'ils puissent appeler les pompiers, le tireur les abat tous les deux à bout portant.  Il entre ensuite dans le bâtiment après avoir lancé une grenade fumigène.  Becky se faufile dehors et trouve un pistolet à clous dans la camionnette de Kevin.  Les trois survivants parviennent à maîtriser le tireur et à lui enlever son masque, pour découvrir ensuite que c'est le DC Devlin, qui a craqué après un manque d'assistance sans fin dans les affaires sur lesquelles il enquête.  Après une lutte, Becky le tue avec le pistolet à clous et les survivants sortent au son des sirènes qui s'approchent.

## Fiche technique
- Titre original : Tower Block
- Réalisation : Ronnie Thompson et James Nunn
- Scénario : James Moran
- Musique : Owen Morris
- Direction artistique : Dave Tincombe
- Décors : Chloe James
- Costumes : Matthew Price
- Photographie : Ben Moulden
- Montage : Kate Coggins
- Société(s) de production : Tea Shop Productions, Creativity Media, Surya Productions
- Pays d'origine :  Royaume-Uni
- Langue originale : anglais
- Format : couleur — 2,35:1
- Genre : thriller
- Durée : 90 minutes
- Dates de sortie :
  - Japon : 21 août 2012 (Tokyo)
  - Royaume-Uni : 27 août 2012 (London FrightFest Film Festival (en)) ; 21 septembre 2012 (sortie nationale)
  - France : 16 septembre 2012 (L'Étrange Festival)

## Distribution
- Sheridan Smith : Becky
- Jack O'Connell : Kurtis
- Ralph Brown : Neville
- Russell Tovey : Paul
- Jill Baker : Violet
- Loui Batley : Amy
- Steven Cree : DC Devlin
- Nabil Elouahabi : Gary
- Christopher Fulford : Kevin
- Julie Graham : Carol
- Tony Jayawardena : Eddie
- Jamie Thomas King : Ryan
- Ralph Laurila : Jimmy
- Michael Legge : Jeff
- Montserrat Lombard : Jenny
- Jordan Long : Ormond
- Harry McEntire : Daniel
- Kane Robinson : Mark
- James Weber Brown : Brian
- Caroline Artiss : Liz